# Rheotanytarsus pallidus
Rheotanytarsus pallidus är en tvåvingeart som beskrevs av Kyerematen, Andersen och Ole Anton Saether 2000. Rheotanytarsus pallidus ingår i släktet Rheotanytarsus och familjen fjädermyggor.
Artens utbredningsområde är Thailand. Inga underarter finns listade i Catalogue of Life.